# 베이오브플렌티 지방

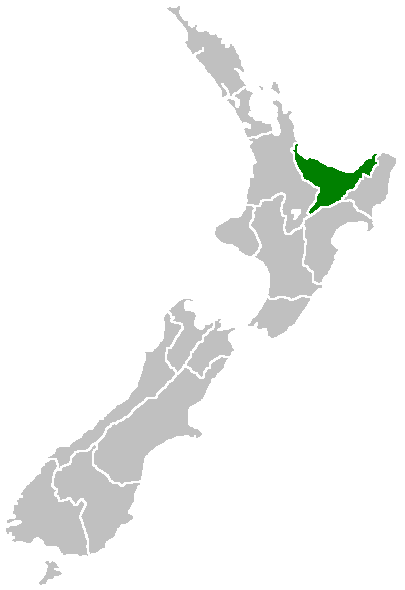
베이오브플렌티의 위치(초록색)

베이오브플렌티 지방(영어: Bay of Plenty, 마오리어: Te Moana-a-Toi)는 뉴질랜드 북섬에 위치한 지방이다. 베이오브플렌티라는 이름은 풍족한 평지라는 뜻으로, 제임스 쿡이 도착했을 당시 마오리족 마을에 풍부한 식량을 보고 이름을 붙였다. 넓이는 12,231km이고 인구는 2008년 기준 269,900명이다.

## 행정
13개의 도시와 군으로 나뉘어 있다.
- 타우랑가 (Tauranga City)
- 웨스턴베이오브플렌티 (Western Bay of Plenty)
- 파카타네 (Whakatane) - 주도
- 카웨라우 (Kawerau)
- 오포티키 (Opotiki)
- 로토루아 (Rotoroa)
- 타우포 (Taupo)

## 경제
오늘날에는 관광업, 낙농업, 목양, 임업, 무역을 지지하는 뉴질랜드에서 가장 부유한 지역들 중의 하나이다.  테푸케(Te Puke)는 과일의 산지로 유명하다.